# Kościół Najświętszego Serca Pana Jezusa w Radłowie
Kościół Najświętszego Serca Pana Jezusa – rzymskokatolicki kościół filialny położony we wsi Radłów (gmina Radłów). Kościół należy do parafii św. Mateusza w Sternalicach w dekanacie Gorzów Śląski (diecezja opolska).

## Historia kościoła
W latach 20. XX wieku, mieszkańcy Radłowa postanowili wybudować kościół w swojej miejscowości (dotychczas uczęszczali oni do kościoła parafialnego w Sternalicach). Zgodę na to nie wyrażał jednak ówczesny proboszcz Sternalic, ksiądz Franciszek Dombek. W 1927 roku Walenty Kistela, rolnik z Radłowa, podarował swoje pole pod budowę świątyni i jeszcze tego samego roku ruszyły prace budowlane. Wspólnymi siłami, w ciągu roku, mieszkańcy Radłowa, Starych Karmonek, Wolęcina i Świerkli wybudowali kościół. Na dzwonnicy zamontowano dwa dzwony, które otrzymały nazwy:
- św. Florian oraz
- św. Urban.

30 września 1928 roku biskup Wojciech z Wrocławia konsekrował nowo wybudowany kościół filialny, który otrzymał wezwanie Najświętsze Serce Pana Jezusa.
W 2010 roku wymieniono dachówkę na całości dachu świątyni.